# WAKADANNA 4 〜男はつらいぜ、泣いてたまるか〜
『WAKADANNA 4 〜男はつらいぜ、泣いてたまるか〜』（わかだんなふぉー・おとこはつらいぜ、ないてたまるか）は、2015年8月5日に発売された若旦那の4作目のオリジナルアルバム。発売元は徳間ジャパンコミュニケーションズ。

## 概要
- 前作『WAKADANNA 3 〜絶対に諦めないよ、オレは!!〜』から約9ヶ月振りのオリジナルアルバム。

## 収録曲
1. 夏の神様
（作詞：若旦那 / 作曲：若旦那、篠原太郎）
本作のリードトラック曲。
2. キング オブ 男!
（作詞：若旦那 / 作曲：若旦那、TAKESHI）
関ジャニ∞への提供楽曲のセルフカバー。
3. ありきたりのラブソング
（作詞：若旦那 / 作曲：若旦那、篠原太郎）
4. Skit 1
（作詞：若旦那 / 作曲：若旦那、Schtein & Longer）
5. Good morning Bull shit!!
（作詞：若旦那 / 作曲：若旦那、篠原太郎）
6. Jackknife
（作詞：若旦那 / 作曲：若旦那、篠原太郎）
7. ほんの少しだけ
（作詞・作曲：甲本ヒロト）
THE BLUE HEARTSの楽曲のカバー。
8. まっすぐ
（作詞：若旦那 / 作曲：若旦那、篠原太郎）
9. Skit 2
（作詞：若旦那 / 作曲：若旦那、Schtein & Longer）
10. たそがれ
（作詞：若旦那 / 作曲：若旦那、Costa De Palma）
11. 腹は鳴る
（作詞：若旦那 / 作曲：若旦那、篠原太郎）
12. Happy Birthday to me
（作詞：若旦那 / 作曲：若旦那、篠原太郎）
NHK Eテレ『ハートネットTV ブレイクスルー』テーマソング